# Zona metropolitana de Tepic
La zona metropolitana de Tepic es la región urbana resultante de la fusión de la ciudad de Tepic con la ciudad de Xalisco y las poblaciones cercanas. Se encuentra en la parte central del estado de Nayarit y tiene un total de población de 491,153 habitantes, de acuerdo al Censo de Población y Vivienda 2020. Cabe destacar que la zona va en un constante pero muy rápido crecimiento demográfico, crece hacia la ciudad de Xalisco y a los poblados de Mora y 6 de enero.

## Demografía
- Desglose de datos por municipio:

| Municipio | Superficie (km²) | Habitantes |
| --------- | ---------------- | ---------- |
| Tepic     | 1983.30          | 425,924    |
| Xalisco   | 290.60           | 65,229     |
| Total     | 2273.90          | 491,153    |

- San Cayetano
- Pantanal
- Mora
- Bellavista
- Lo de Lamedo
- El Ahuacate
- Camichín de Jauja
- Las Delicias

## Principales Vialidades de ambas Ciudades
•Tepic.
-Av. México.
-Av. Insurgentes.
-Periférico.
-Av. Aguamilpa.
-Av. Priciliano Sánchez.
-Av. Brasil.
-Boulevard Colosio.
-Boulevard Tepic- Xalisco.
-Calzada de la Cruz.
-Calzada del ejército.
-Paseo de la Loma.
-Av. de la Cultura.
-Av. 12 de Octubre.
-Av. Francisco I. Madero.
-Av. Río Suchiate.
-Boulevard Estudiantes.
-Av. Zapopan.
-Calle I.
-Av. Allende.
-Calle Ejido.
-Av. Victoria.
-Paseo de la alameda.
-Av. Flores Magón.
-Av. Proyecto.
-Av. Juárez.
-Av. Jacarandas.
-Av. Xalisco.
-Boulevard Gobernadores.
-Av. Independencia.
-Av. Principal.
-Av. Rey. Nayar.
-Av. Universidad.
-Av. del Valle.
-Av. Villa de León.
-Paseo del Geranio.
•Xalisco. 
-Av. Hidalgo.
-Av. Veracruz.
-Boulevard Tepic- Xalisco.
-Av. del sol.
-Av. Saturno.
-Boulevard Xalisco- Testerazo.
-Av. Sangangüey.
-Boulevard Libertad (Libramiento de Xalisco).
-Av. Universo.
-Paseo de La luna.
-Av. Cerro de San Juan.
-Calle Bronce.
-Av. Mina.
-Av. 12 de Octubre.
-Av. Cedro.
-Calle Av. Morelia.
-Calle Limantour.
-Av. Vista Xalli.
-Calle Mercurio.
-Av. Durango.
-Carretera a Pantanal.
-Av. Rey Nayar.
-Av. Independencia.
-Av. Calderón.
-Av. Álamo.
-Calle Pirul.

## Urbe
Es un área en crecimiento, desarrollo, modernización y urbanización pero carece de vías de transporte entre estas dos poblaciones que son Tepic y Xalisco, pues solo se encuentran unidos por el Boulevard Tepic-Xalisco y hay necesidad de mantener bien comunicada toda la zona.
También en constante desarrollo demográfico ya que en muy poco tiempo Tepic logró unir a La Cantera.
Esta zona metropolitana es la número 33 en población de las Zonas Metropolitanas en México y es la más importante del estado de Nayarit.

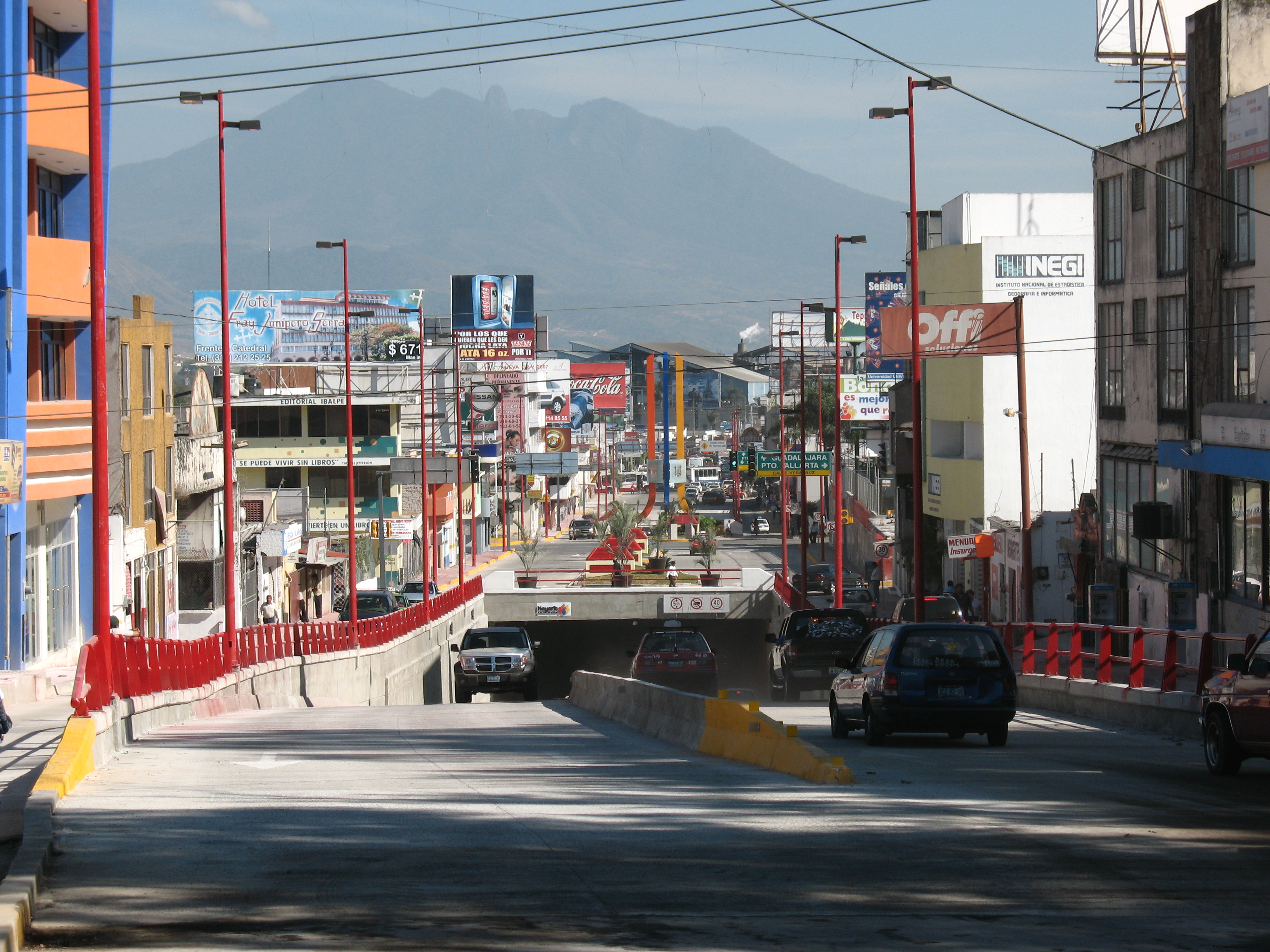
Avenida de Los Insurgentes